# Todabhim
Todabhim är en ort i Indien.   Den ligger i distriktet Karauli och delstaten Rajasthan, i den centrala delen av landet, 200 km söder om huvudstaden New Delhi. Todabhim ligger 252 meter över havet och antalet invånare är 22 529.
Terrängen runt Todabhim är huvudsakligen platt, men åt sydväst är den kuperad. Runt Todabhim är det tätbefolkat, med 356 invånare per kvadratkilometer. Närmaste större samhälle är Mahwah, 18,3 km nordost om Todabhim. Trakten runt Todabhim består till största delen av jordbruksmark.